# Charles Vanden Bosch
Charles Vanden Bosch, Père Agnello en religion, né à Roubaix, le 22 septembre 1883, et mort à Dachau, le 9 mars 1945, est un prêtre franciscain belge. Il participe à la Première Guerre mondiale durant laquelle il perd la vue. Fondateur de l'Œuvre nationale des aveugles après guerre, il crée d'autres structures destinées aux enfants et adultes frappés par ce handicap. Durant la Seconde Guerre mondiale, il est arrêté par la Gestapo pour faits de résistance. Déporté Nacht und Nebel, il meurt au camp de concentration de Dachau.

## Biographie
Charles Vanden Bosch naît à Roubaix, le 22 septembre 1883, au sein d'une famille belge déjà fort nombreuse puisqu'il est le onzième enfant d'une fratrie qui en comptera douze. Après une première scolarité, il entre, le lendemain de ses seize ans, le 23 septembre 1899, chez les Franciscains où il reçoit le nom de frère Agnello,.
Il est ordonné prêtre en 1906 et poursuit sa formation théologique à l'Université catholique de Louvain. Depuis la naissance, Charles Vanden Bosch est atteint d'une maladie des yeux, probablement une forme grave et évolutive de la myopie, qui l'empêche de mener sa formation à son terme, sa fatigue visuelle lui occasionnant de nombreux et invalidants maux de tête. Le père Agnello est alors affecté au service des affaires sociales du ministère pastoral.

### Première Guerre mondiale
En 1914, il est mobilisé en qualité d'infirmier brancardier et d'aumônier, tout d'abord à Anvers ensuite, à Namur, au Fort de Suarlée qui est l'un des neuf forts protégeant Namur. Les forts de Liège sont déjà tombés et les troupes allemandes déferlent sur Namur par l'Est, le 21 août 1914. Les forts namurois sont bombardés sans discontinuer pendant plusieurs jours. Le dernier à tomber sera celui de Suarlée. Les tourelles ont été détruites et les soldats sont retranchés dans les gravats et la fumée épaisse des bombardements.
Le commandant Moisse souhaite se rendre estimant que le sacrifice de ses hommes serait vain. Il charge alors l'aumônier Agnello d'aller au devant de l'ennemi pour proposer une reddition sans condition. Ayant revêtu son aube sacerdotale et tenant à deux mains au-dessus de sa tête un calice, il traverse les gravats, la fumée et la mitraille pour établir le contact avec les Allemands. Ceux-ci s'emparent de lui en lui pointant un revolver sur la poitrine.

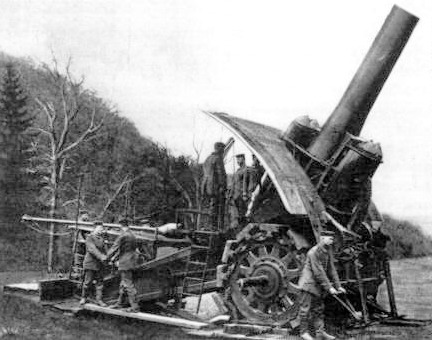
Mise en batterie d'un obusier de 420 mm tel que ceux qui pilonnèrent les positions fortifiées de Namur en août 1914.

Ils lui donnent deux minutes pour revenir avec le Commandant du fort. Le père Agnello refait en sens inverse le chemin et revient avec son commandant qui remet son sabre en guise de reddition. Les soldats allemands sont stupéfaits par le comportement et la bravoure de ces soldats. Ils font une haie d'honneur lorsque les prisonniers sortent du fort pour se rendre et rendent même son sabre au commandant Moisse. Charles Vanden Bosch sera décoré après guerre pour son acte héroïque qui permit de sauver de nombreuses vies,.
Désormais prisonnier, le Père Agnello est alors affecté par les Allemands à l'Hôpital militaire de Namur. Sa vue déclinant gravement, il est autorisé en septembre 1915 à rejoindre le couvent de son frère, également Franciscain, à Montignies-sur-Sambre. Malgré les soins prodigués, le Père Agnello perd définitivement la vue quelques semaines plus tard,.
« Il développa pendant cette période une vie intérieure profonde d'union à Dieu qu'il n'a jamais abandonnée et qui transparaissait en bonté et confiance dans tous ses contacts humains. »

### L'Œuvre nationale des aveugles

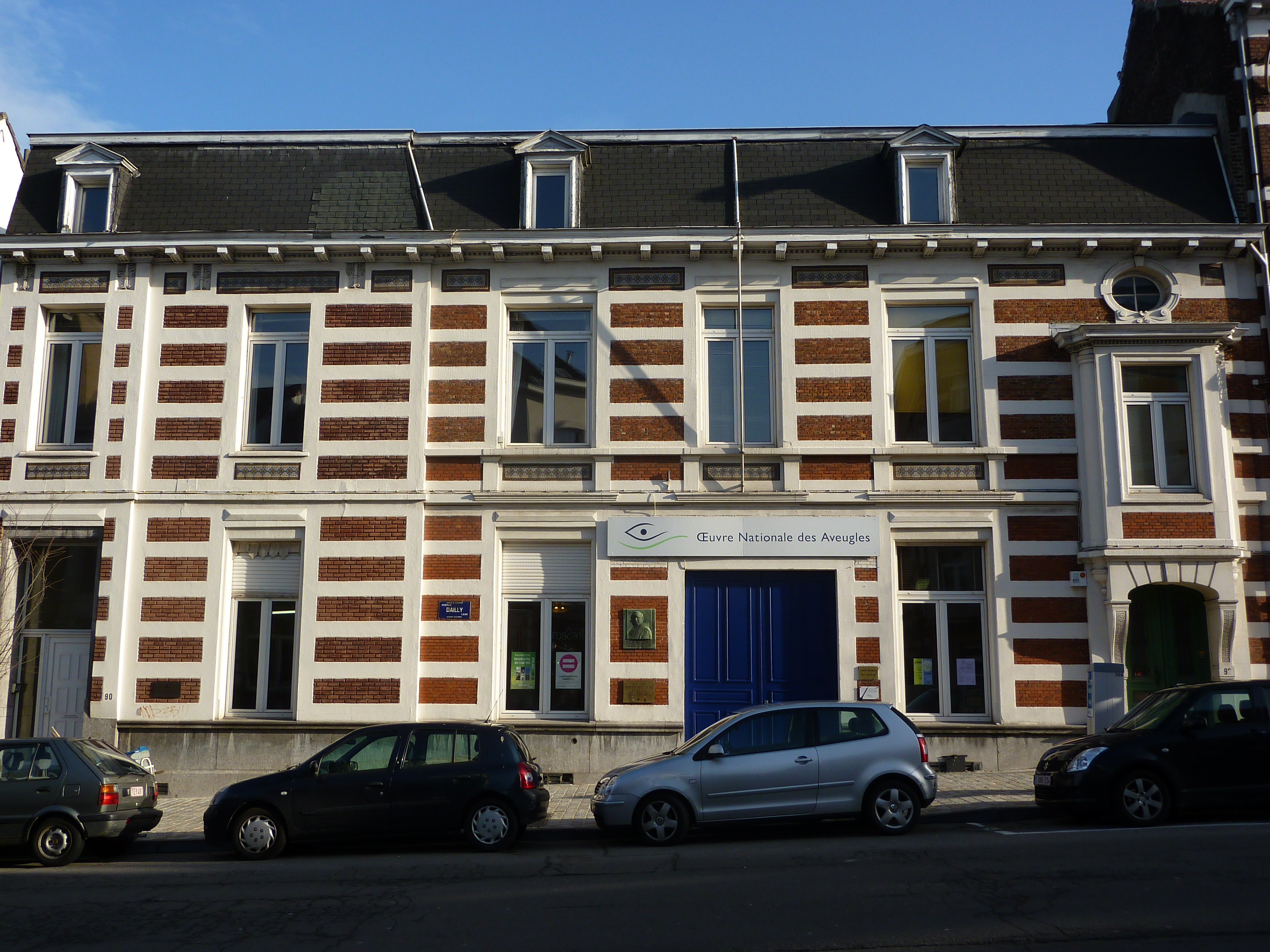
L'Œuvre nationale des aveugles, avenue Dailly à Schaerbeek. Siège de l'Institution de 1929 à 2014. C'est de cet endroit que des messages étaient émis vers Londres en 1942.

Dès la fin de la guerre, et sous les auspices de la Reine Élisabeth, avait été fondé l'Institut royal pour aveugles de guerre à Boitsfort. Le père Agnello y entre en 1920, il y apprend à redevenir autonome. Il peut à nouveau écrire à la machine, lire le braille et apprend même le piano et le violon. La mission que le centre s'était assignée prend fin en 1922. Lors de la cérémonie de fermeture de l'établissement, la Reine Élisabeth offre une montre dont l'heure peut être lue par le toucher au Père Agnello. 
La même année, il fonde la Caisse de prêt et de secours professionnels aux aveugles qui deviendra, en 1925, l'Œuvre nationale des aveugles pour venir en aide aux personnes qui sont, comme il le disait, ses frères en cécité. Il ouvre tout d'abord une coopérative puis des ateliers de découpe de bois de chauffage, de cannage ainsi qu'un service d'aide sociale et pécuniaire pour les plus nécessiteux. Il crée également une revue, elle existe toujours aujourd'hui, Vers la lumière où il explique ses vues par rapport à ce handicap. Il avait coutume d'expliquer, et à cette époque c'était presque révolutionnaire, que les personnes aveugles sont des personnes comme les autres, à la petite différence près qu'elles n'y voient rien. Elles n'ont pas besoin qu'on les plaignent mais bien plus qu'on les aide intelligemment pour les rendre autonomes,. Il met également sur pied une bibliothèque braille et tisse un réseau de plus de cent cinquante bénévoles qui traduisent à la demande des ouvrages en braille.
Travailleur acharné, il n'a de cesse de sensibiliser à cette cause et se tient informé de tout ce qui concerne la typhlophilie. Il sillonne  ainsi les paroisses de Belgique, mais également à l'étranger, en y donnant la messe pour accomplir son œuvre éducative et pour lever des fonds. Le soir, dans ces mêmes endroits, il n'est pas rare qu'il donne une conférence à l'occasion desquelles il projette des diapositives,.
En 1928, il fonde l'Institut Ganspoel pour enfants handicapés et aveugles. En 1932, il ouvre une école maternelle pour enfants aveugles à La Plante (Namur) et un atelier à Saint-Servais,.

### Seconde Guerre mondiale
Lorsque la Seconde Guerre mondiale éclate, il veut tout mettre en œuvre pour assurer la pérennité de ses différents projets. Lorsque le ravitaillement devient difficile à réaliser à Bruxelles frappée de rationnement, il enfourche un tandem avec un guide et sillonne les campagnes en quête d'approvisionnement.

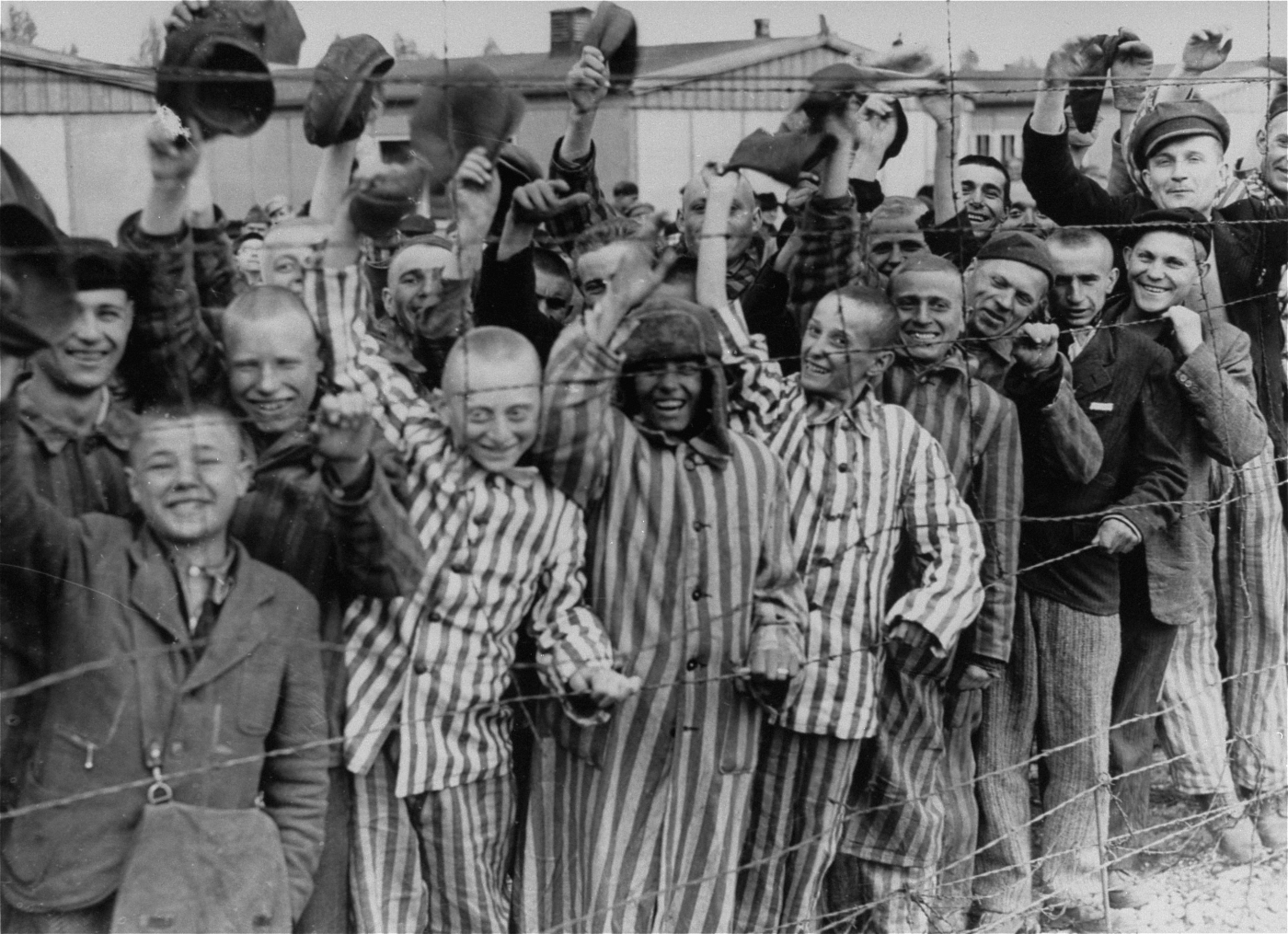
Cinquante jours après le décès du Père Agnello, les prisonniers de Dachau saluent les troupes américaines venues libérer le camp, le 29 avril 1945.

Le responsable de la cantine de l'œuvre nationale des aveugles est René Copinne, un résistant. Il a rejoint Londres aux premières heures de la guerre et y a été formé pour accomplir des missions en territoire ennemi, raison pour laquelle, il a été parachuté en Belgique, le 28 février 1942 avec un émetteur. Il s'en ouvre au Père Agnello qui l'installe dans la bibliothèque en tant que bibliothécaire-relieur. De là, des messages partent régulièrement pour Londres. La Gestapo s'étant emparée d'une radio clandestine à la suite d'une délation parvient à démanteler le réseau. René Copinne est arrêté le 8 juillet 1942 et le Père Agnello, le lendemain. René Copinne est torturé et fusillé quelques mois plus tard. Le Père Agnello est, quant à lui, incarcéré à la prison d'Anvers. En octobre 1942, il est transféré à la Prison de Saint-Gilles d'où il parviendra encore à donner des nouvelles en dissimulant ses messages en braille. Bien que son procès n'ait jamais eu lieu, il disparait des registres en tant que Nacht und Nebel. En juillet 1943, il est déporté en Allemagne à Esterwegen. En février 1945, il arrive à Dachau où il est contraint de rester dehors et pendant plusieurs heures, debout, par une température de -17°c. Il meurt d'une pneumonie, le 9 mars 1945,.
Sa dépouille est jetée dans une fosse commune. Le 10 février 1962, son corps, identifié, est rapatrié en Belgique. Il est inhumé à la pelouse d'honneur du Cimetière de Woluwe-Saint-Pierre, après un dernier hommage rendu par l'Abbé Froidure.

## Reconnaissances
- Une avenue porte son nom à Woluwe-Saint-Pierre : Avenue Père Agnello.
- Croix d'officier de l'Ordre de la Couronne avec palmes.
- Citation à l'Ordre du jour, le 21 mai 1922 pour son comportement au Fort de Suarlée[2].
- Citation lors de l'attribution de la Croix de guerre (1939-1945)[5] avec palmes :

« il se mit sans hésitation à la disposition d'un Service de Renseignements et d'action et remplit brillamment toutes les missions qui lui furent confiées, aussi périlleuses fussent-elles, faisant preuve d'un courage digne des plus grands éloges. »